# Звягин, Андрей Григорьевич
Андрей Григорьевич Звягин (1901—1983) — красноармеец Рабоче-крестьянской Красной Армии, участник Великой Отечественной войны, Герой Советского Союза (1943).

## Биография
Андрей Звягин родился 2 (15) июня 1901 года в селе Драчёвка (ныне — Медвенский район Курской области). После окончания четырёх классов школы работал бригадиром, заместителем председателя колхоза. В марте 1943 года Звягин был призван на службу в Рабоче-крестьянскую Красную Армию. С апреля того же года — на фронтах Великой Отечественной войны, был стрелком 120-го стрелкового полка 69-й стрелковой дивизии 65-й армии Центрального фронта. Отличился во время битвы за Днепр.
15 октября 1943 года Звягин в составе группы переправился через Днепр в районе посёлка Лоев Лоевского района Гомельской области Белорусской ССР и с ходу атаковал противника на его западном берегу. В том бою он лично уничтожил миномётный расчёт. Группа захватила плацдарм и отразила три немецкие контратаки.
Указом Президиума Верховного Совета СССР от 30 октября 1943 года за «образцовое выполнение боевых заданий командования на фронте борьбы с немецкими захватчиками и проявленные при этом мужество и героизм» красноармеец Андрей Звягин был удостоен высокого звания Героя Советского Союза с вручением ордена Ленина и медали «Золотая Звезда» за номером 1642.
После окончания войны Звягин был демобилизован. Вернулся на родину, работал в колхозе. Умер 17 декабря 1983 года.
Был также награждён рядом медалей.